# アルフレート・クレブシュ
ルドルフ・フリードリヒ・アルフレート・クレブシュ（独: Rudolf Friedrich Alfred Clebsch、1833年1月19日 – 1872年11月7日
）は、ドイツの数学者。代数幾何学と不変式論において重要な貢献を果たした。ケーニヒスベルク大学に通い、ベルリン大学で資格を獲得した。その後はベルリン大学とカールスルーエ工科大学で教職を務めた。ギーゼン大学にて、パウル・ゴルダンと協力し、球面調和において現在量子力学に使われるクレブシュ–ゴルダン係数を導入した。
1868年、ゲッティンゲン大学でカール・ゴットフリート・ノイマンとともに数学研究の雑誌 Mathematische Annalen を創刊した。
1883年、サン＝ブナンはクレブシュの弾性に関する作品を仏語へ訳しThéorie de l'élasticité des Corps Solides を出版した。

## 書籍
- Vorlesungen über Geometrie (Teubner, Leipzig, 1876-1891) edited フェルディナント・リンデマン編集。
- Théorie der binären algebraischen Formen (Teubner, 1872)
- Theorie der Abelschen Functionen with P. Gordan (B. G. Teubner, 1866)
- Theorie der Elasticität fester Körper (B. G. Teubner, 1862)